# 斜里岳
斜里岳（しゃりだけ）は北海道の知床半島にある火山。標高は1,547 m。斜里岳道立自然公園に属し、深田久弥による日本百名山に選定されている。清里町の観光スポットの一つである。

## 概要
アイヌ語名は「オンネヌプリ（onne-nupuri）」であり「大なる（←年老いたる）・山」を意味する。現在の名称については斜里川の水源に当たることからとされている。オホーツク富士、斜里富士とも呼ばれる。
山頂部は斜里岳、南斜里岳、東斜里岳、西峰からなる。二等三角点名は「斜里岳」。
火山の基底は直径約12 km、山体比高950 m。活動時期は約30万 - 25万年前。中央火山は溶岩円頂丘。山頂には6個の爆裂火口がある。

## 登山
山頂には展望がある。登山道は3つあるが、清里町側から登るルートが一般的で、途中で沢筋の旧道と尾根筋の新道に分岐する。登山口には山小屋「清岳荘」がある。
2025年（令和7年）7月21日、集中豪雨により登山道が横断する沢が増水。3パーティー14人が下山できなくなり、ヘリコプターによる救助が行われた。

## 平岳
斜里岳から南西方向に平岳と呼ばれる標高763.9mの山があり、山頂には三等三角点「台峰」が設置されている。名前の通りなだらかな山体であり、付近には道路があることから山頂付近までアプローチができるが、山頂への道はなく藪漕ぎを強いられる。残雪期であれば藪漕ぎはないが付近の道路が通行できなくなるため山頂から離れた所から登ることになる。

## 参考画像

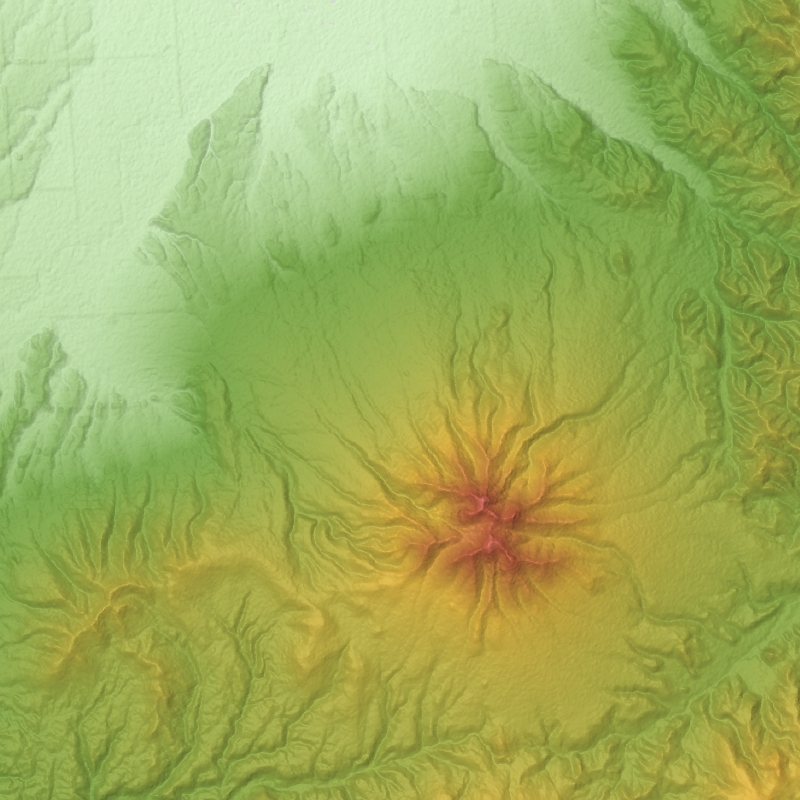
斜里火山の地形図
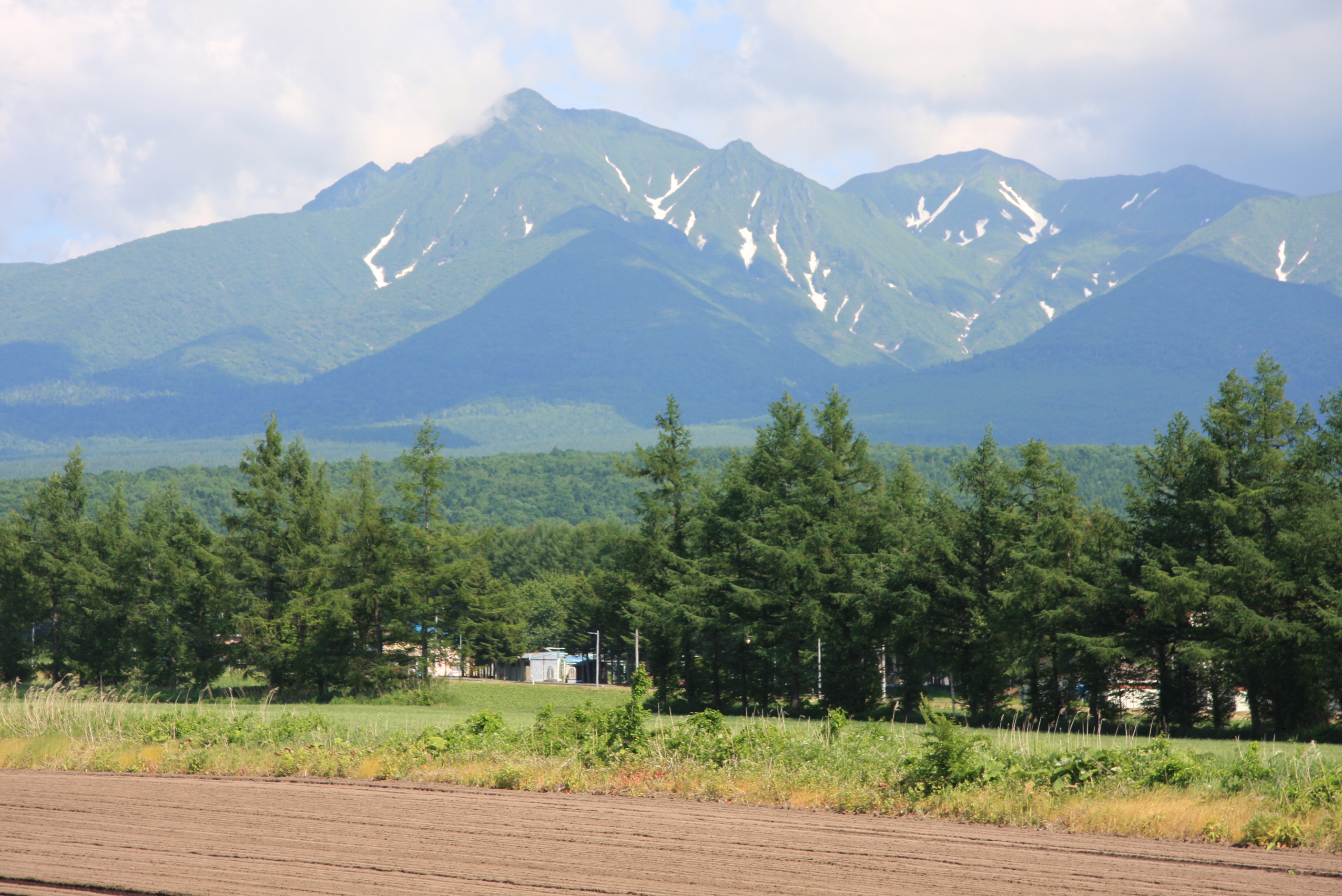
北西より（清里町）望む
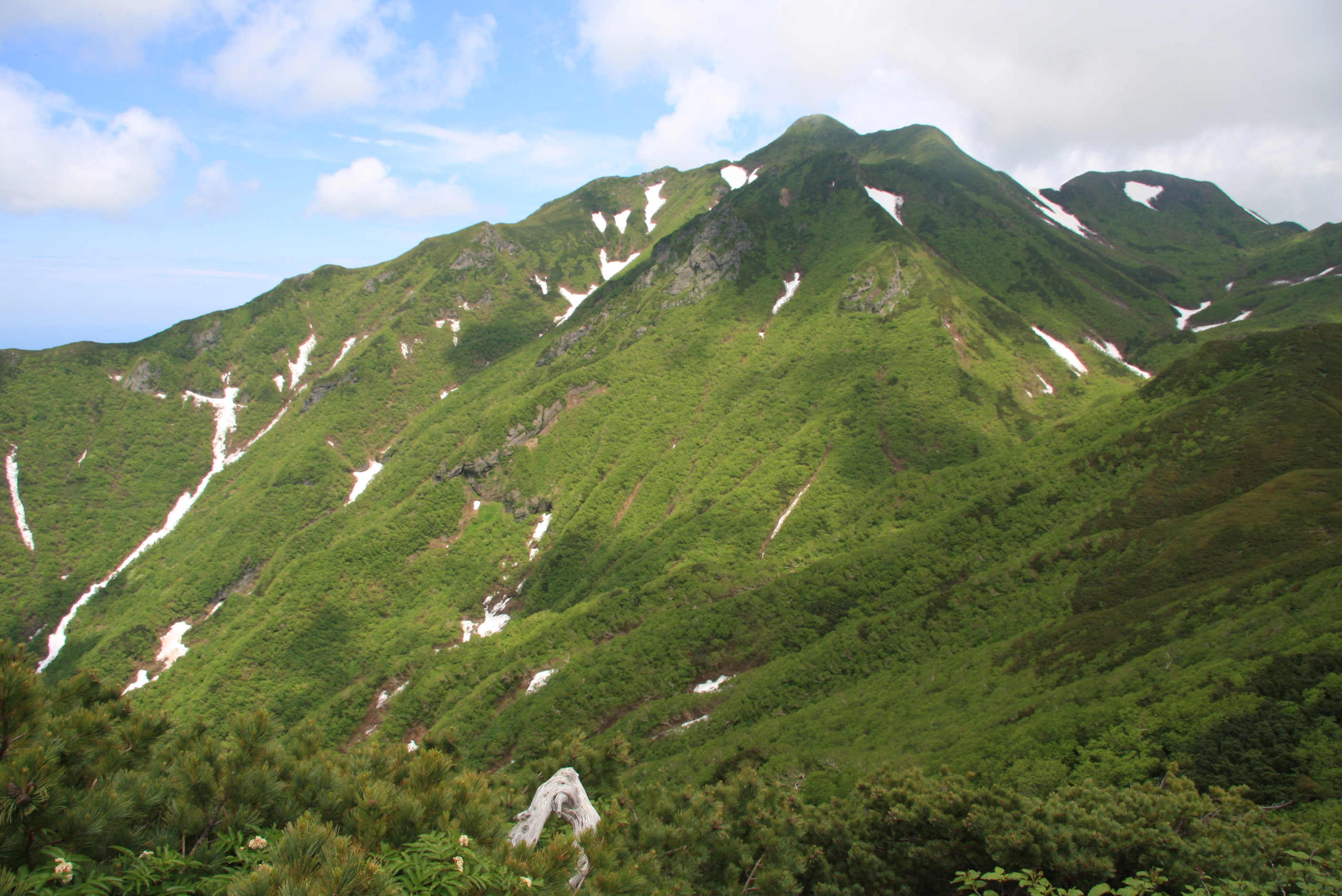
熊見峠から山頂を望む
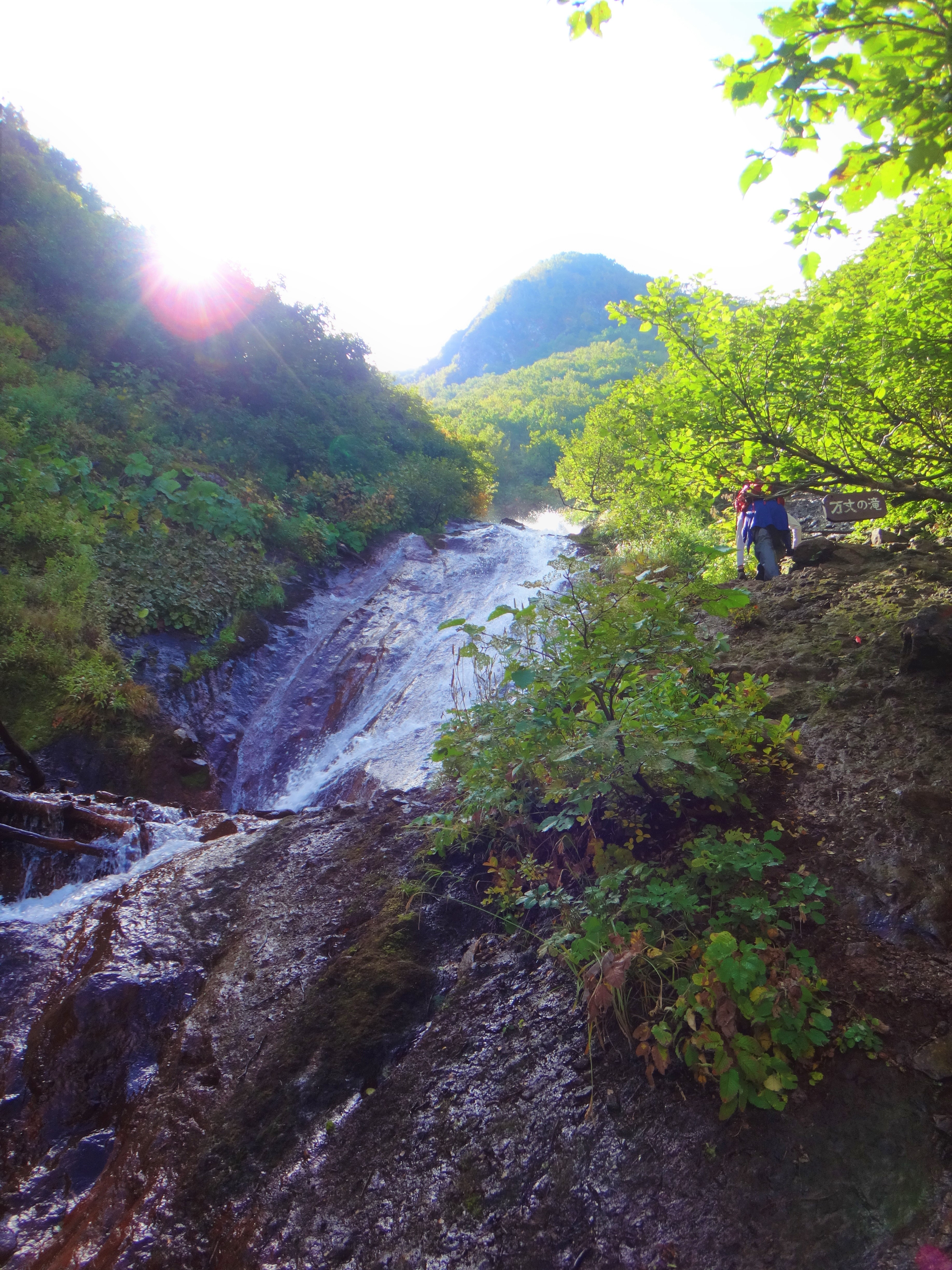
沢筋の旧道コース
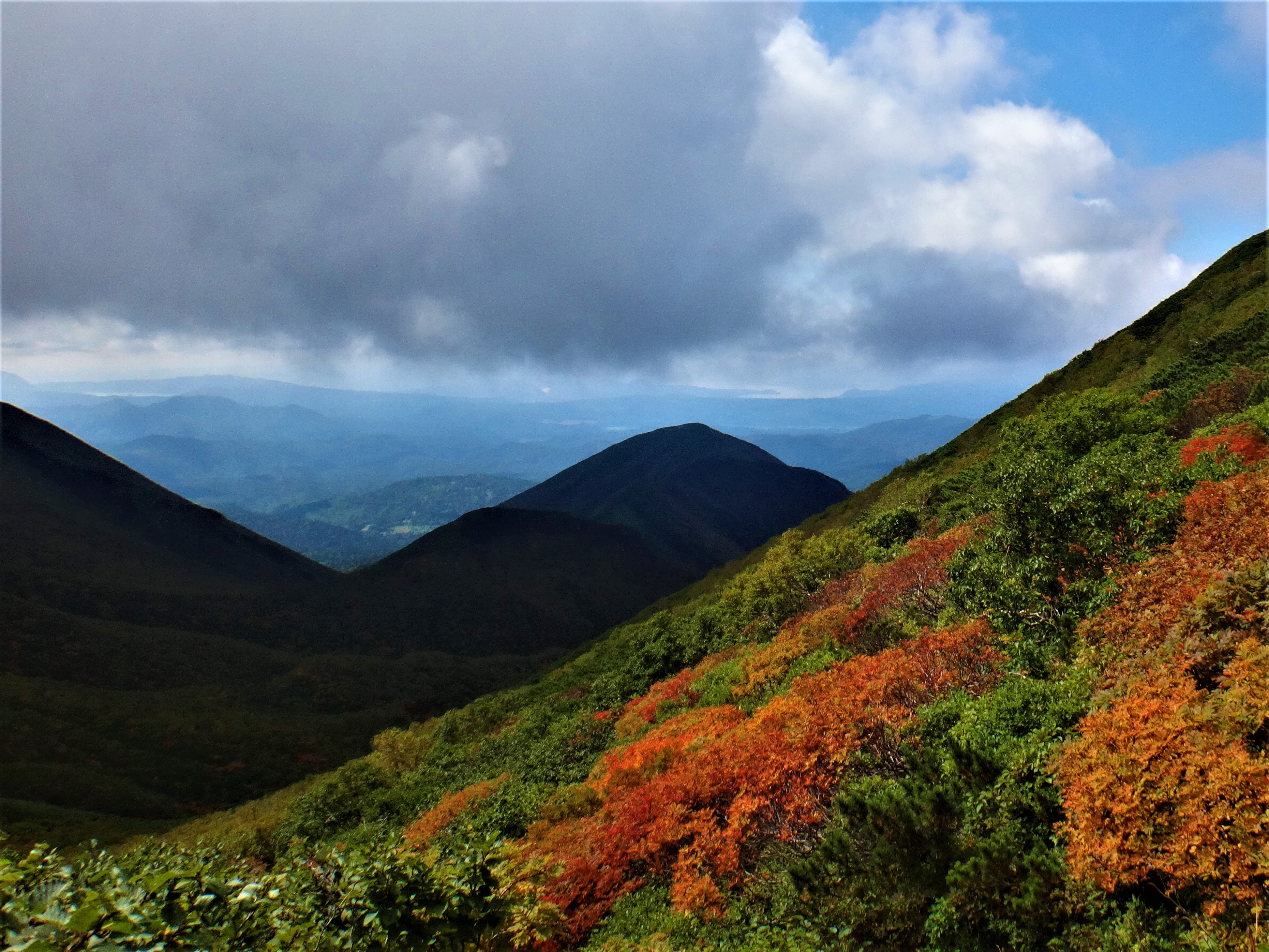
山頂直下から摩周湖（左奥）と屈斜路湖（右奥）
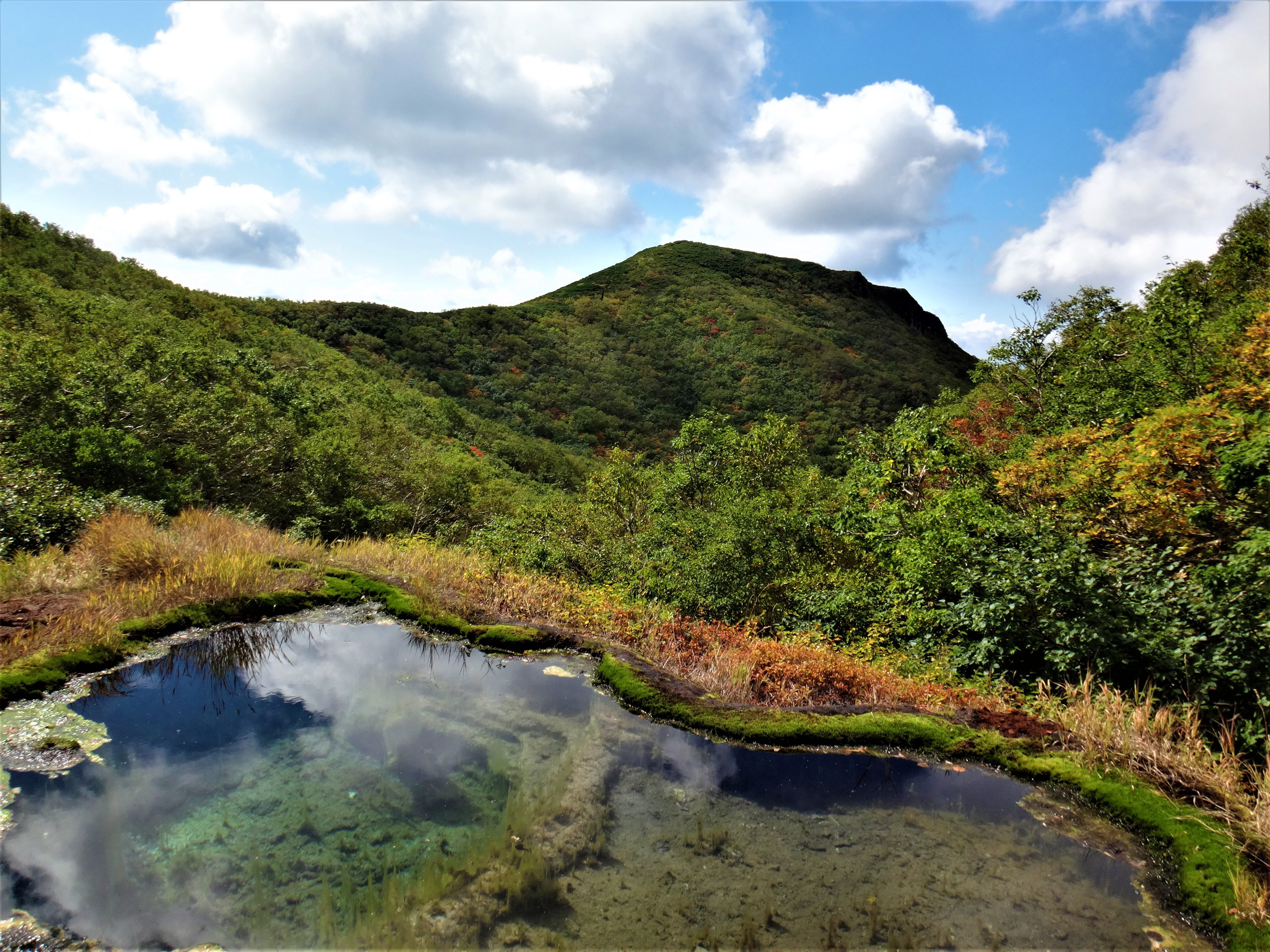
新道コース脇にある竜神ノ池
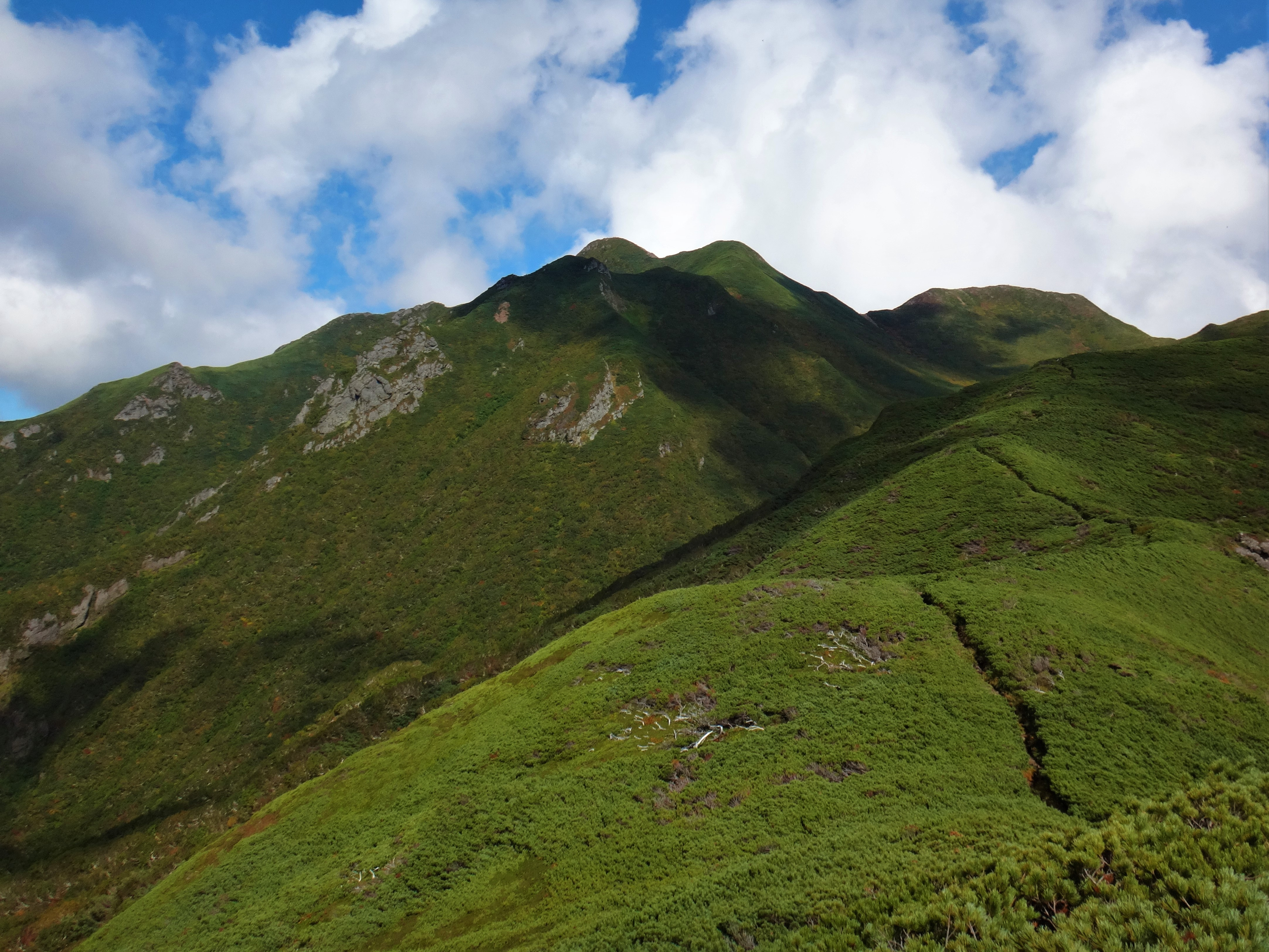
新道コースからの斜里岳
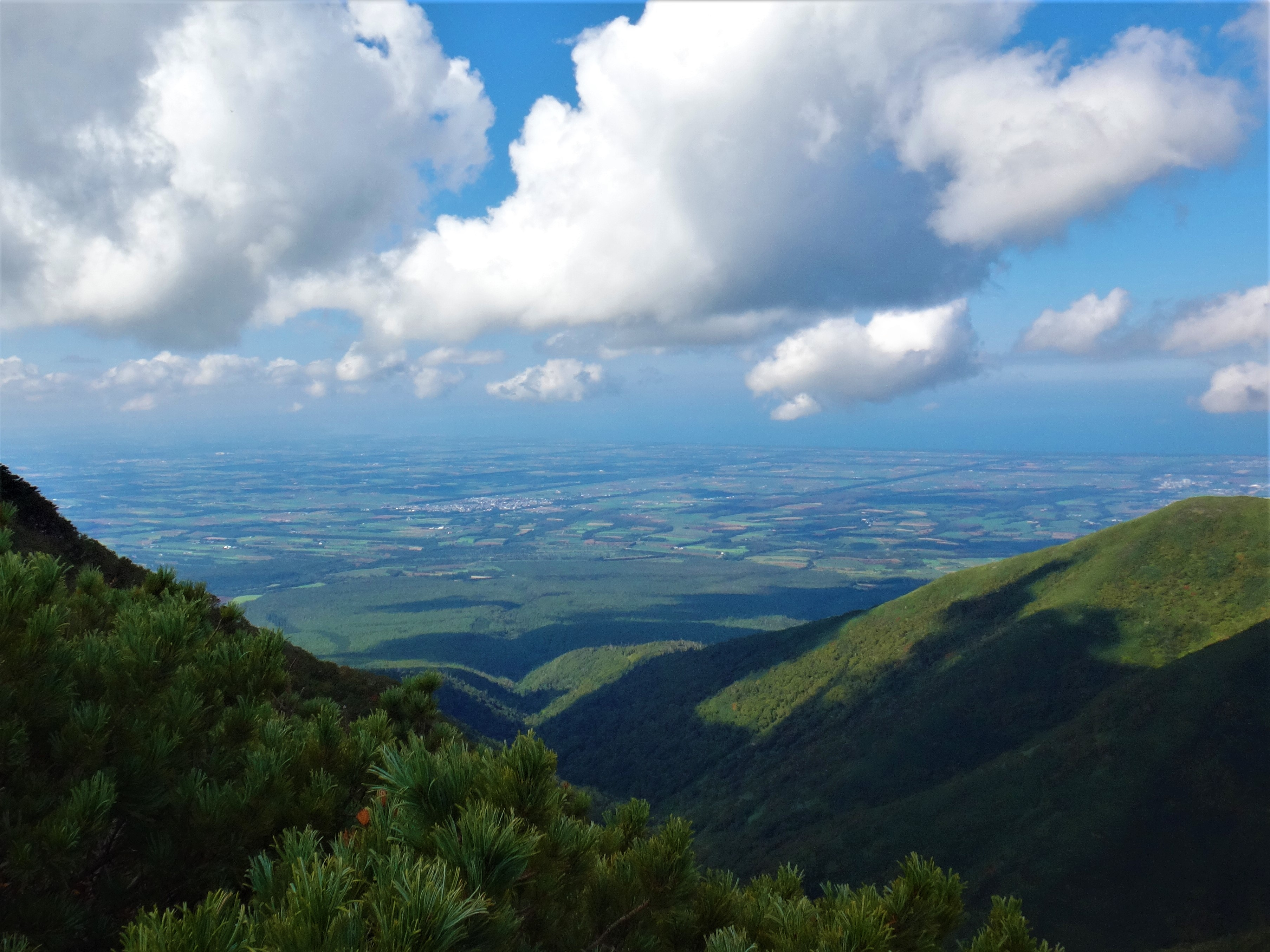
新道コースからの清里町
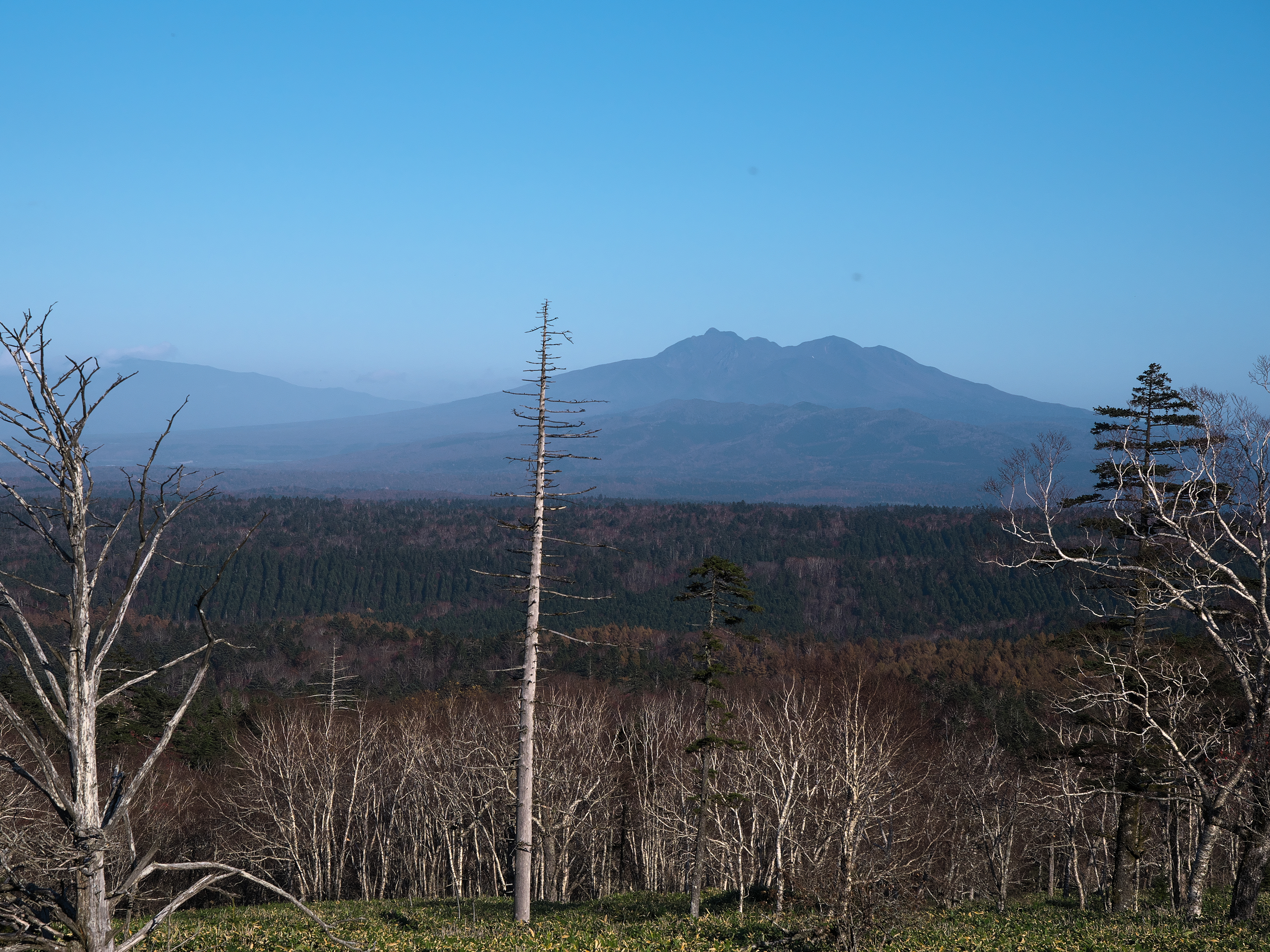
藻琴山展望台から望む